# 拒止
| ウィキペディアには「拒止」という見出しの百科事典記事はありません（タイトルに「拒止」を含むページの一覧/「拒止」で始まるページの一覧）。 代わりにウィクショナリーのページ「拒止」が役に立つかもしれません。 |